# Labinot Harbuzi
Labinot Harbuzi (Lund, 4 aprile 1986 – Malmö, 11 ottobre 2018) è stato un calciatore svedese, di origine kosovare.

## Biografia
È scomparso nel 2018 all'età di 32 anni, a seguito di un malore improvviso occorsogli nella sua abitazione.

## Caratteristiche tecniche
Nel 2001 è stato inserito nella lista dei migliori calciatori stilata da Don Balón.

## Carriera

### Club
Fece la trafila delle giovanili in vari club svedesi, poi all'età di 15 anni fu tesserato dal club olandese del Feyenoord, nella quale disputò 3 stagioni con le squadre giovanili (due con la B1 e una con la A1). Nel 2004 venne prestato al club della seconda squadra di Rotterdam, l'Excelsior, con la quale il Feyenoord aveva un rapporto di collaborazione per quanto riguarda il settore giovanile. Con i Kralingers esordì in Eredivisie e totalizzò in tutto 9 presenze. La stagione successiva ritornò al Feyenoord senza però mai scendere in campo. Dopo quest'esperienza, nel 2006, fece ritorno al Malmö FF per la sua prima parentesi senior nell'Allsvenskan svedese.
Successivamente passò quattro stagioni in Turchia dove, dopo una prima stagione al Gençlerbirliği Spor Kulübü, non riuscì ad imporsi come titolare. Al termine della stagione 2011-2012 rimase svincolato.
Nel luglio 2012 è stato in prova nel pre-ritiro dell'Hellas Verona. Un mese più tardi si accordò con il Syrianska fino al termine dell'Allsvenskan 2012 (il campionato in Svezia finisce in autunno): durante questo periodo collezionò solo tre presenze.
Nel 2013 giocò nella quarta serie svedese con il Prespa Birlik, squadra minore della città di Malmö. La sua ultima esperienza da calciatore fu nel 2016 al Melaka United in Malesia, dove a fine stagione non trovò un rinnovo contrattuale.

### Nazionale
Harbuzi è sceso in campo 6 volte nella Nazionale di calcio svedese Under-21 segnando un gol e ha fatto parte della spedizione svedese agli europei Under-21 del 2009.